# Marie-Louise de Hesse-Cassel
Marie-Louise de Hesse-Cassel (Cassel, 7 février 1688 - Leeuwarden, 9 avril 1765), est une fille du landgrave Charles Ier de Hesse-Cassel et d'Amélie de Courlande. Elle est la sœur du roi Frédéric Ier de Suède, du Landgrave Guillaume VIII de Hesse-Cassel et de Sophie-Charlotte de Hesse-Cassel, duchesse de Mecklembourg-Schwerin. Apparentée aux maisons souveraines européennes, elle est notamment une cousine germaine du roi Frédéric IV de Danemark et une cousine issue de germain du régent de France Philippe d'Orléans (1674-1723).
Princesse d'Orange puis princesse douairière d'Orange, elle est régente pour son fils et son petit-fils de 1711 à 1731 et de 1759 à 1765. Ses sujets la surnomment affectueusement "Tante Marie".

## Mariage

La princesse d'Orange (1710)

Stathouder de Frise, Groningue et Drenthe, le jeune prince d'Orange Jean-Guillaume-Friso de Nassau-Dietz, lointain cousin mais héritier de Guillaume III d'Orange, roi consort d'Angleterre (+ 1702), sert et montre des talents militaires incontestables contre les Français sous les ordres du fameux duc de Marlborough. Il est élu stathouder ("gouverneur militaire") des quatre autres provinces des Provinces-Unies en 1708 à l'âge de 21 ans.
Le fougueux jeune homme ayant par deux fois risqué sa vie au cours d'une bataille, sa mère l'envoie promptement et en personne se marier à la cour de Hesse-Cassel lui conseillant de s'allier à celle des deux filles célibataires du Landgrave qui lui siérait le mieux. En effet, les Hesse-Cassel sont alliés à toute l'Europe et le Landgrave Charles est un proche du duc de Marlborough, ce qui ne pouvait que séduire le jeune prince.
La landgravine Marie-Louise, déjà âgée de 21 ans, n'est pas réputée pour sa beauté mais est appréciée de tous par les charmes de son caractère. L'affaire est rondement menée et, le 26 avril 1709, une semaine à peine après son arrivée, le prince d'Orange épouse la jeune landgravine.
Le couple a deux enfants :
- Anne Charlotte Amélie d'Orange-Nassau (1710-1777) épouse en 1727 Frédéric, margrave-héritier de Bade-Durlach (1702-1732). Elle est la mère de deux fils dont le fameux Charles-Frédéric, modèle des souverains éclairés qui est fait grand-duc de Bade par Napoléon Ier.
- Guillaume Charles Henri Friso (1711-1751) épouse en 1734 Anne du Royaume-Uni (1709-1759) dont seuls deux enfants survivent :
  - Caroline, née en 1743, qui épouse en 1760 son cousin Charles-Christian de Nassau-Weilbourg et sera régente pour son frère nommé ci-après
  - Guillaume, né en 1748.

Alors qu'elle est enceinte pour la seconde fois et qu'elle approche de son terme, Marie-Louise, le 16 juin 1711, perd sa mère, Amélie de Courlande, une femme pieuse, affable et charitable qui a eu beaucoup d'influence sur elle.
Un mois plus tard, le 14 juillet 1711, le prince d'Orange, toujours entreprenant, décide de traverser le détroit de Zélande par gros temps. Le bateau, pris dans la tourmente sombre corps et biens au large de Moerdijk emportant avec lui le stathouder qui n'a que 23 ans.
Veuve et princesse douairière à 23 ans, Marie-Louise accouche le 1er septembre suivant d'un fils. Elle est immédiatement nommée régente.

## Régente

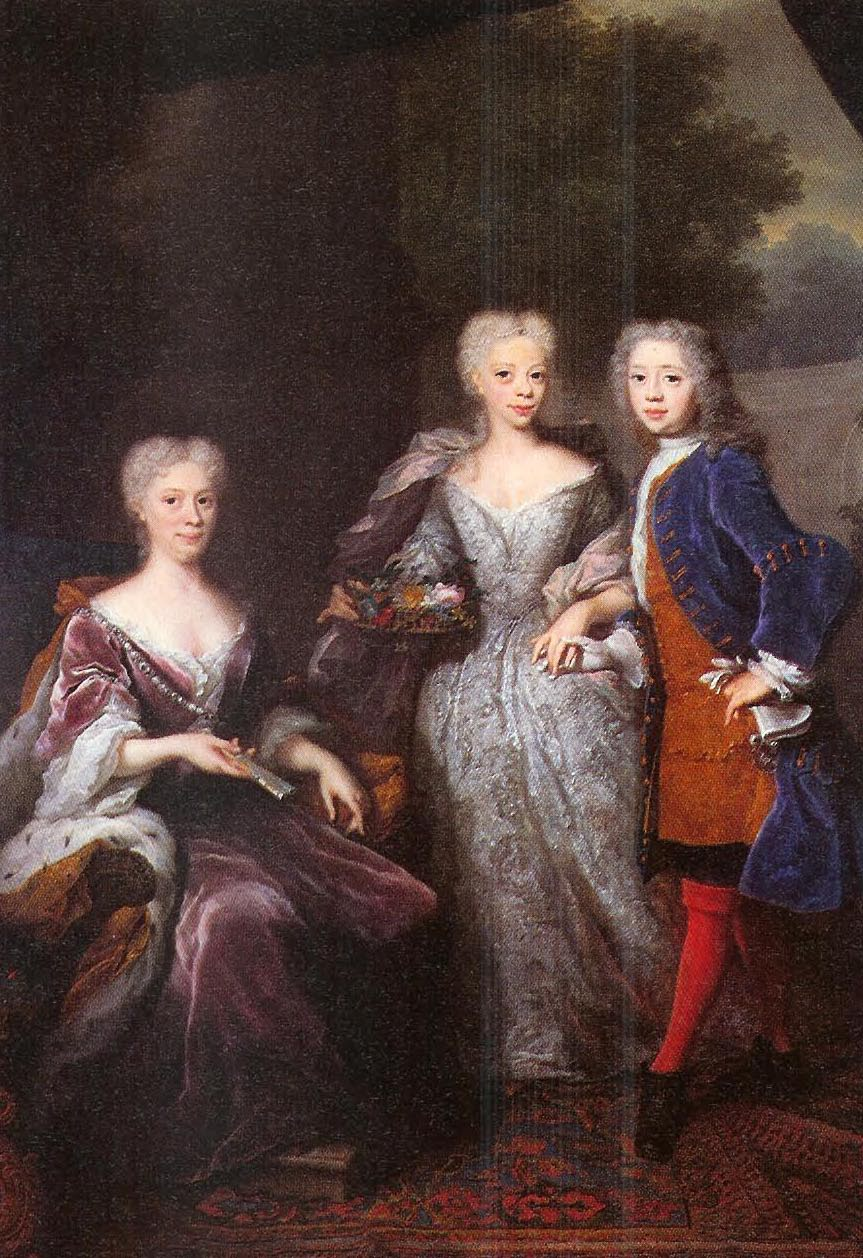
La régente Marie-Louise et ses deux enfants vers 1725

Veuve en 1711, elle doit malgré son inexpérience et pendant les vingt années suivantes, assumer la régence pour son fils Guillaume IV d'Orange-Nassau et gouverner depuis son palais de Leeuwarden la Frise, la Groningue et la Drenthe.
Dès le début de sa régence, elle est confrontée aux terribles hivers des années 1712 à 1716 mais aussi à une maladie qui s'attaque au cheptel ovin de la Frise. Elle décrète de nouveaux impôts que les États des autres provinces ne cessent de réviser à la baisse. Aussi se rend-elle en personne à La Haye pour plaider sa cause. Elle réussit totalement ; il est vrai que son éloquence est soutenue par un détachement de ses troupes.
Vivant très simplement, elle consacre une grande partie de ses revenus à soulager les pauvres. À l'un de ses hôtes qui l'a reçue avec magnificence, elle fait remarquer qu'une grande partie des sommes dépensées pour l'occasion aurait pu être mieux employée à soulager les nécessiteux.
Très populaire, elle reçoit de ses sujets le surnom de "Tante Marie".

## Une retraite active
En 1731, son fils atteignant l'âge de 20 ans, elle lui cède l'exercice du pouvoir. Elle marie sa fille au margrave héritier de Bade-Durlach. Le couple a rapidement deux fils dont l'aîné Charles-Frédéric sera la premier grand-duc de Bade et le beau-grand-père de Stéphanie de Beauharnais, mère présumée de Kaspar Hauser.  
Cependant la margravine Anne Charlotte Amélie montre très tôt des signes de démence. Veuve prématurément, l'éducation de ses enfants sera confiée à sa belle-mère  Madeleine-Wilhelmine de Wurtemberg.

Les sept provinces formant les Provinces-Unies et leurs dépendances

En 1734, la princesse Marie-Louise marie brillamment son fils à la princesse Anne de Hanovre, fille du roi d'Angleterre. Le jeune prince d'Orange prend soin d'avertir sa mère que son épouse, en tant que fille de roi, exige la préséance sur sa belle-mère; L'avertissement est utile. La princesse douairière d'Orange s'installe diplomatiquement dans son château. Elle y accueille son fils et sa belle-fille mais prend bien soin de ne participer à aucune fête officielle.
À partir de 1736, elle correspond régulièrement avec Nicolaus Ludwig Zinzendorf. Elle ouvre ses États aux protestants qui ne pouvaient vivre en paix dans les États voisins. Elle accueille même, contre l'avis de son fils, des Frères moraves qu'elle installe dans la baronnie d'Ijsselstein qui lui appartient à titre personnel. Déjà en 1700 un village de la Hesse-Cassel près de Frankenau fondé par des réfugiés huguenots français est nommé en son honneur Louisendorf.
En 1747, le stathoudérat des sept Provinces-Unies devient héréditaire dans la Maison d'Orange-Nassau. Guillaume V n'ayant alors qu'une fille, le stathoudérat est déclaré transmissible aux filles et par les filles. C'est un triomphe absolu pour la Maison d'Orange-Nassau. La petite princesse Caroline, 4 ans, est déclarée héritière mais un petit frère viable nait l'année suivante.

## Seconde régence
Cependant Guillaume IV meurt dès 1751 laissant à son tour un fils mineur, Guillaume V d'Orange-Nassau. Son épouse assume la régence mais s'éteint dès 1759, Marie-Louise, bien qu'âgée de 71 ans, assume une nouvelle fois la régence pendant les six années qui lui restent à vivre maintenant les Provinces-Unies dans une stricte neutralité alors que la guerre de Sept Ans déchire l'Europe. Elle meurt en 1765 à l'âge de 77 ans.